# Letov Š-16
Letov Š-16 là một loại máy bay ném bom hai tầng cánh của Tiệp Khắc. Nó được thiết kế bởi Alois Šmolík tại Letov Kbely. Chuyến bay đầu của Š-16 diễn ra vào năm 1926

## Biến thể
- Š-16 – Máy bay ném bom, trinh sát hai chỗ.
  - Š-16J – Phiên bản thủy phi cơ cho Nam Tư, 1 chiếc.
  - Š-16L – Phiên bản xuất khẩu cho Latvia.
  - Š-16T – Phiên bản xuất khẩu cho Thổ Nhĩ Kỹ.
- Š-116 – Phiên bản với động cơ Skoda L
- Š-216 – Phiên bản với động cơ Bristol Jupiter do Walter chế tạo
- Š-316 – Phiên bản với động cơ Hispano-Suiza 12N
- Š-416 – Phiên bản với động cơ Breitfeld-Danek BD-500
- Š-516 – Phiên bản với động cơ Isotta-Fraschini Asso
- Š-616 – Phiên bản với động cơ Hispano-Suiza 12Nbr
- Š-716 – Phiên bản với động cơ Skoda L
- Š-816 – Phiên bản với động cơ Praga ES
- Š-916 – Phiên bản với động cơ Lorraine-Dietrich

## Quốc gia sử dụng
Tiệp Khắc
- Không quân Tiệp Khắc (115 chiếc)

 Latvia
- Không quân Latvia (21 chiếc)

 Thổ Nhĩ Kỳ
- Không quân Thổ Nhĩ Kỳ (16 chiếc)

 Nam Tư
- Hải quân Hoàng gia Nam Tư (1 chiếc)

## Tính năng kỹ chiến thuật (Š-16)
Đặc điểm tổng quát
- Kíp lái: 2
- Chiều dài: 10,22 m (33 ft 6 in)
- Sải cánh: 15,30 m (50 ft 2 in)
- Chiều cao:  ()
- Trọng lượng rỗng: 1.400 kg (3.080 lb)
- Động cơ: 1 × Lorraine Dietrich, 331 kW (450 hp)

 Hiệu suất bay 
- Vận tốc cực đại: 230 km/h (124 kt, 142 mph)
- Trần bay: 6.500 m (21.320 ft)

Trang bị vũ khí

- 2 súng máy
- Bom